# Iosif Ramanouski
Iosif Witoldawicz Ramanouski, białor. Іосіф Вітольдавіч Раманоўскі (ur. 25 kwietnia 1941 w Wilejce) – białoruski i radziecki uczony, specjalista od chemii bioorganicznej, pedagog, kandydat nauk medycznych (1970), profesor (2000).

## Życiorys
W 1964 ukończył studia na Wydziale Lecznictwa Mińskiego Instytutu Medycznego a w 1970 uzyskał tytuł kandydata nauk za dysertację Interakcje grup sulfhydrylowych, disiarczkowych oraz białka w guzie i tkankach zwierzęcia chorego na nowotwór w procesie rozwoju raka wodobrzusza Ehrlicha przy stosowaniu chemioterapii.
Od 1967 asystent, od 1974 docent Katedry Chemii Organicznej i Chemii Fizoloidów Mińskiego Instytutu Medycznego. Od 1976 zastępca dziekana, a 1985–2007 dziekan Wydziału Pediatrii. 2001–2005 kierownik, a od 2006 profesor w założonej przez niego Katedrze Chemii Bioorganicznej (https://www.bsmu.by/). Od 2008 przewodniczący uniwersyteckiej Rady Starszych.

## Działalność naukowa i pedagogiczna
Autor ponad 250 prac naukowych. Podstawowe kierunki badań: procesy redoks przy oparzeniach, dysfunkcji tarczycy i różnych rodzajach stresu, osobliwości dostarczania energii do mózgu i pośrednich relacji w mózgu po ekspozycji na różne związki neurotropowe.
Iosif Ramanouski jest jednym z inicjatorów wykładania przedmiotu Chemia bioorganiczna w systemie edukacji medycznej. W 1982 przygotował i pierwszy raz na Białorusi przeprowadził kurs nowej dyscypliny podkreślającej medyczne znaczenie chemii w kształceniu przyszłych lekarzy. W 2015 pod jego redakcją ukazał się podręcznik Chemia bioorganiczna, który był rezultatem wieloletniej pracy nad wdrożeniem tego kursu w system edukacji medycznej.

## Odznaczenia i nagrody
- Order Franciszka Skoryny (2008).
- Tytuł honorowy Zasłużony pracownik ochrony zdrowia Republiki Białoruś (1994).
- Podziękowania od Prezydenta Republiki Białoruś.
- Dyplom honorowy od Prezydium Rady Najwyższej BSRR i Ministerstwa Zdrowia
- Odznaka Prymus z ochrony zdrowia.
- Odznaka Prymus z ochrony sanitarnej ZSRR.
- Za swój wkład w rozwój współpracy międzynarodowej odznaczony medalem pamiątkowym Maxa von Pettenkofera przez Międzynarodowe Forum Higieny Szpitalnej Niemiec (2006).